# Bitinija
Bitinija (starogrško Βιθυνία, latinizirano: Bithynía, perzijsko بیتینی, latinizirano: Bikini, latinsko Bithynia, turško Bitinya) je bila antična pokrajina, kraljestvo, perzijska satrapija  in rimska provinca v severozahodni Mali Aziji. 

## Geografija
Bitinija je na zahodu in severu mejila na Propont (Mramorno morje), Bospor in Črno morje. Grški geograf Strabon (63 pr. n. št–19) v svoji Geografiji pravi, da je bila njena vzhodna meja reka Sangarius (Sakarya). Danes prevladuje mnenje, da je segala do reke Partenius, ki jo je ločevala od sosednje Paflagonije. Njeno ozemlje se je približno ujemalo z ozemljem, ki so ga naseljevali Marijadinci. Na zahodu in jugozahodu je na reki Rhyndacus mejila na Misijo, na jugu pa na Frigijo, Epiktet in Galatijo.
Pokrajina je precej gorata in gozdnata, doline in obalna področja pa so zelo rodovitna. Najpomembnejše pogorje je tako imenovani Misijski Olimp (Uludağ, 2.543 m), ki se dviguje nad Burso in je viden vse do Istambula, do katerega je 113 km. Vrhovi gora so skoraj celo leto zasneženi. 
Pogorje se od Olimpa ob reki Sakarya razteza še več kot 160 km proti vzhodu vse do Paflagonije in je sestavni del pogorij, ki omejujejo visoko planoto Anatolijo. Obseženo ozemlje, ki ga Turki imenujejo Ağaç Denizi (ocean dreves) in se razteza od Olimpa proti zahodu vse do obale Bosporja, je hibovito in poraslo z bogatimi gozdovi. V zahodno obalo se zajedata dva globoka zaliva. Izmitski zaliv (antični Astacus) na severu je globok 65-80 km in sega vse do İzmita (antične Nikomedije). Zaliv Mudanya ali Gemlik je dolg okrog 40 km. Na koncu zaliva je manjše mesto Gemlik (antični Cius), ki je povezano z jezerom in mestom İznik, nekdanjo Nikejo. 
Najpomemnejše reke v Bitiniji so Sakarya, ki teče skozi pokrajino od juga proti severu, Rhyndacus, ki jo ločuje od Misije, in Filiyos, ki izvira v pogorju Aladağ kakšnih 80 km od morja. Na vzhodni meji pokrajine je še manjša reka Bartin (antični Partenius). 
V dolinah, ki se iztekajo proti Črnemu morju, uspeva raznovrstno sadje, tudi pomaranče. Bogata in skrbno obedlana je tudi dolina reke Sangarius in ravnice okrog Burse in İznika (Nikeje). Pomembni so nasadi murve, ki z listjem oskrbujejo Burso, kjer je pomembna industrija svile. 

## Zgodovina
Antični pisci Herodot, Ksenofont, Strabon in drugi pravijo, da so bili Bitinijci priseljeno tračansko pleme in v Trakiji je resnično živelo pleme Tinijcev. Izgleda, da sta se dve sorodni plemeni, Tinijci in Bitinijci, istočasno naselili v sosednjih pokrajinah na severozahodu Male Azije, od koder sta pregnali ali podjarmili Misijce, Kavkonijce, Marijandinijce in druga manjša plemena. Herodot omenja, da so Tinijci in Bitinijci živeli kot sosedje, nazadnje pa so prevladali Bitinijci in dali pokrajini svoje ime. Kralj Kroes jih je vključil v Lidijsko kraljestvo, ki je leta 546 pr. n. št. postalo del Perzijskega cesarstva kot satrapija Frigija. 
Izgleda, da so se Bitinijci še pred prihodom Aleksandra Velikega osamosvojili. Znana sta domača kneza Bas in Zipoit, ki je leta 297 pr. n. št. postal kralj (basileus). Njegov sin in naslednik Nikomed I. je ustanovil mesto Nikomedijo, ki je med njegovim vladanjem (približno 278 do približno 255 pr. n. št.) dosegla velik razcvet. Med vladanjem njegovih naslednikov Prusa I., Prusa II. in Nikomeda II. (149 do 91 pr. n. št.), je postala Bitinija pomembno kraljestvo v Mali Aziji. Zadnji bitinijski kralj je bil Nikomed IV., katerega je pontski kralj Mitrijad VI. vrgel s prestola. Rimski senat je Nikomeda vrnil na prestol. Vladal je do leta 74 pr. n. št., potem pa je kraljestvo prepustil Rimski republiki.
Meje rimske province Bitinije so se pogosto spreminjale, potem pa so jo priključili provinci Pont. V času cesarja Trajana je bil za guvernerja združenih provinc imenovan Plinij mlajši (103-105), ki nam je zapustil mnogo pomembnih informacij o rimski upravi v provincah. V Bizantinskem cesarstvu je bila Bitinija ponovno razdeljena na dve provinci, ki ju je delila reka Sangarius (Sakarya). Ime Bitinija se je uporabljalo samo na zahodni del province.
Bitinija je imela zaradi svoje lege med Donavo na severu in Evfratom na jugozahodu pomemben strateški položaj in v Nikomediji so progosto prezimovale razne vojske. Najpomembnejši bitinijski mesti sta bili Nikomedija in Nikeja. Mesti sta stalno tekmovali za prevlado in položaj glavnega mesta. Obe mesti sta bili ustanovljeni v času po Aleksandru Velikem, vendar so bile na obali Marmarskega morja že pred njima grške naselbine oziroma kolonije Cius (Gemlik), Halkedon (Kadıköy) na vhodu v Bospor in Heraclea Pontica (Karadeniz Ereğli), ki leži ob Črnem morju 190 km vzhodno od Bosporja. Vsa mesta so bila cvetoča trgovska središča. Danes sta najpomembnejši mesti İzmit in Üsküdar ob Bosporju nasproti Istambula.

## Pomembni prebivalci
- Teodozij (2. stoletje pr. n. št.), grški astronom in matematik